# Stadion Miejski w Grudziądzu
Stadion Miejski w Grudziądzu – stadion piłkarski zlokalizowany przy ul. Piłsudskiego 14   w Grudziądzu należący do miasta. Na tym stadionie rozgrywa swoje mecze Olimpia Grudziądz, w sezonie 2012/2013 w I lidze piłki nożnej. Rekordową frekwencje na stadionie odnotowano w sezonie 2009/2010 na meczu z Zawiszą Bydgoszcz, 5000 osób.

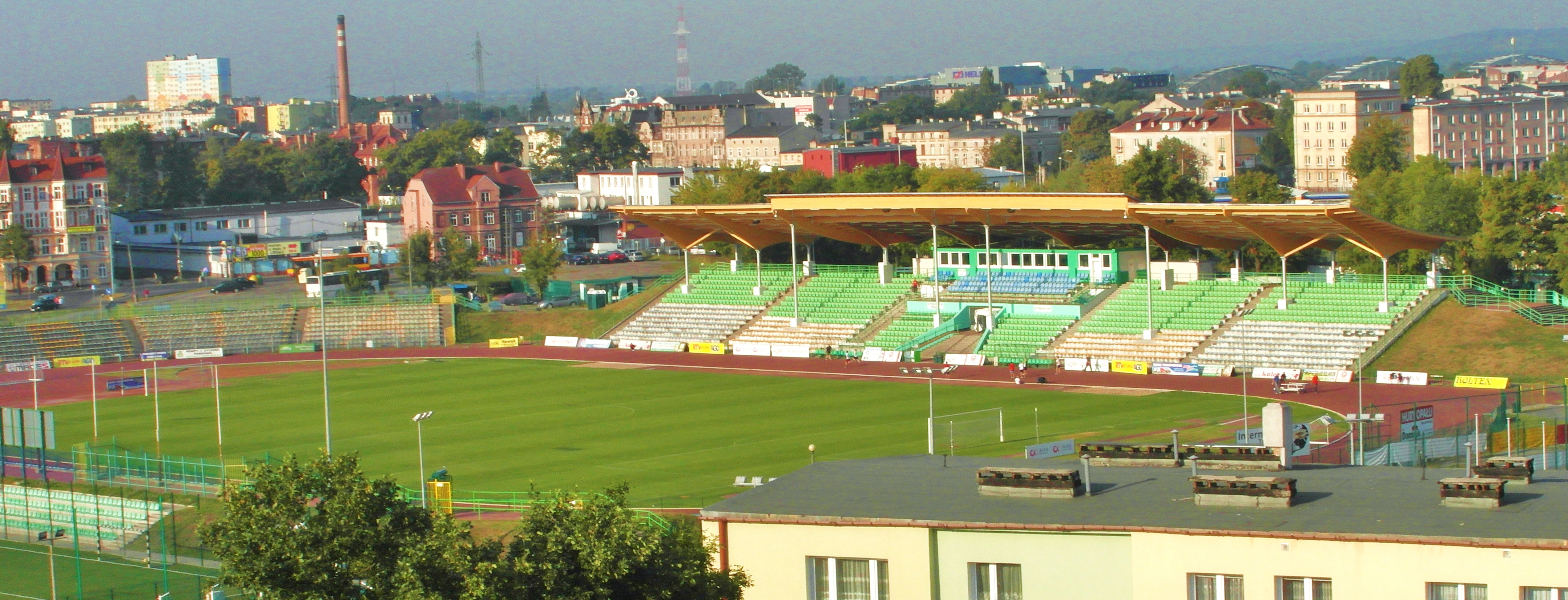
Panorama stadionu